# Jenni Rivera

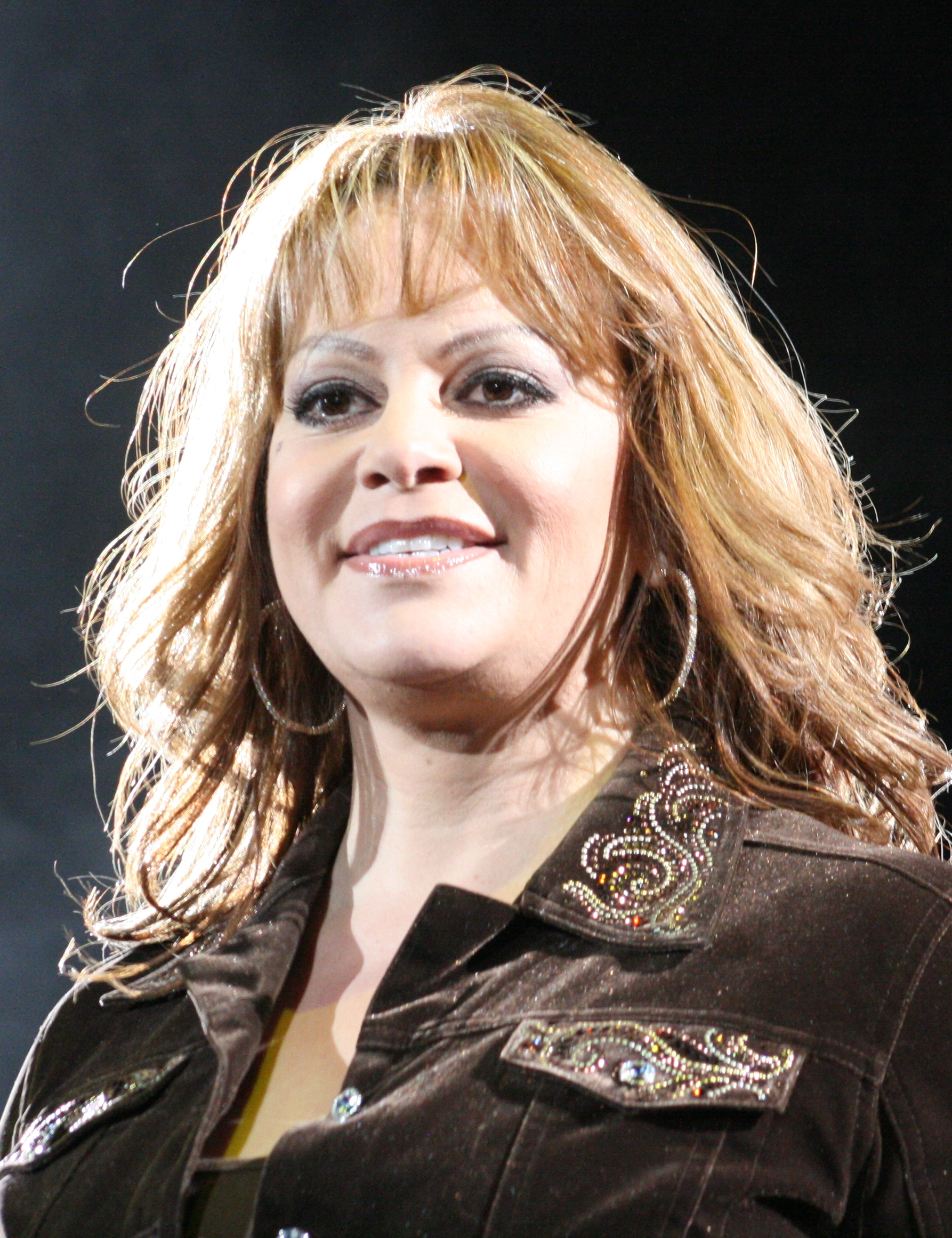
Jenni Rivera (2009)

Jenni Rivera (* 2. Juli 1969 als Dolores Janney Rivera Saavedra in Long Beach, Kalifornien, Vereinigte Staaten; † 9. Dezember 2012 in Iturbide, Nuevo León, Mexiko) war eine mexikanisch-amerikanische Sängerin der Genres Banda und Norteña.

## Leben
Jenni Rivera wurde als Kind mexikanischer Einwanderer in Kalifornien geboren, wo sie auch aufwuchs.
Ab den 1990er Jahren wurde sie als Sängerin und Songwriterin in Mexiko bekannt. Um 1994 erhielt sie ihren ersten Plattenvertrag bei Capitol/EMI Latin. Ihr Debütalbum Chacalosa erschien 1995. Nach zwei Alben für Sony Latin wechselte sie im Jahr 1999 zum Label Fonovisa. Als erstes Album auf dem neuen Label erschien Que Me Entierren con la Banda.
Rivera starb am 9. Dezember 2012 bei einem Flugzeugabsturz in Mexiko. Sie hinterlässt fünf Kinder und zwei Enkelkinder.

## Diskografie

### Studioalben
| Jahr                        | Titel Musiklabel                            | Höchstplatzierung, Gesamtwochen, AuszeichnungChartplatzierungen (Jahr, Titel, Musiklabel, Platzierungen, Wochen, Auszeichnungen, Anmerkungen) | Höchstplatzierung, Gesamtwochen, AuszeichnungChartplatzierungen (Jahr, Titel, Musiklabel, Platzierungen, Wochen, Auszeichnungen, Anmerkungen) | Höchstplatzierung, Gesamtwochen, AuszeichnungChartplatzierungen (Jahr, Titel, Musiklabel, Platzierungen, Wochen, Auszeichnungen, Anmerkungen) | Anmerkungen                                                                  |
| Jahr                        | Titel Musiklabel                            | US | Latin | MX | Anmerkungen                                                                  |
| --------------------------- | ------------------------------------------- | --- | --- | --- | ---------------------------------------------------------------------------- |
| 1992                        | Somos Rivera                                | — | — | — | Erstveröffentlichung: 1992 als Jenni La Güera Rivera                         |
| 1994                        | Por Un Amor Kimos Music                     | — | — | — | Erstveröffentlichung: 8. August 1994 Jenni Rivera con Los Viajeros del Norte |
| 1995                        | Adios a Selena Cintas Acuario               | — | — | — | Erstveröffentlichung: 16. Februar 1995 Jenni Rivera con La Rebelión Norteña  |
| 1995                        | La Chacalosa Kimos Music                    | — | — | — | Erstveröffentlichung: 24. März 1995                                          |
| 1999                        | Si Quieres Verme Llorar Cintas Acuario      | — | — | — | Erstveröffentlichung: 25. Mai 1999                                           |
| 1999                        | Reyna De Reynas Cintas Acuario              | — | — | — | Erstveröffentlichung: 3. August 1999                                         |
| 2000                        | Que Me Entierren Con la Banda Fonovisa      | — | — | — | Erstveröffentlichung: 27. März 2000                                          |
| 2001                        | Déjate Amar Fonovisa                        | — | — | — | Erstveröffentlichung: 19. März 2001                                          |
| 2001                        | Se las Voy a Dar a Otro Fonovisa            | — | — | — | Erstveröffentlichung: 5. Dezember 2001                                       |
| 2003                        | Homenaje a Las Grandes Fonovisa             | — | Latin37 (6 Wo.)Latin | — | Erstveröffentlichung: 1. April 2003                                          |
| 2005                        | Parrandera Rebelde y Atrevida Fonovisa      | US146 (3 Wo.)US | Latin10 ×2Doppelplatin · (59 Wo.)Latin | MX— GoldMX | Erstveröffentlichung: 20. September 2005 Charteinstieg US: 2013              |
| 2007                        | Mi Vida Loca Fonovisa                       | US113 (4 Wo.)US | Latin2 Platin · (51 Wo.)Latin | MX94 (1 Wo.)MX | Erstveröffentlichung: 20. März 2007                                          |
| 2008                        | Jenni Fonovisa                              | US31 (5 Wo.)US | Latin1 (41 Wo.)Latin | MX89 Platin · (2 Wo.)MX | Erstveröffentlichung: 9. September 2008                                      |
| 2009                        | Jenni: Edicion CD/DVD Super Deluxe Fonovisa | — | Latin13 (12 Wo.)Latin | — | Erstveröffentlichung: 2009                                                   |
| 2009                        | La Gran Senora Sony Music Latin             | US118 (12 Wo.)US | Latin2 Platin · (78 Wo.)Latin | MX29 ×3Dreifachgold · (61 Wo.)MX | Erstveröffentlichung: 1. Dezember 2009 Charteinstieg US: 2013                |
| 2011                        | Joyas Prestadas: Pop Sony Music Latin       | US51 (20 Wo.)US | Latin1 ×2Doppelplatin · (64 Wo.)Latin | MX1 ×9Neunfachplatin · (108 Wo.)MX | Erstveröffentlichung: 21. November 2011 Charteinstieg US & US-Latin: 2013    |
| 2011                        | Joyas Prestadas: Banda Sony Music Latin     | US74 (13 Wo.)US | Latin2 ×2Doppelplatin · (78 Wo.)Latin | MX3 ×3Dreifachplatin · (6 Wo.)MX | Erstveröffentlichung: 21. November 2011                                      |
| Posthume Veröffentlichungen |                                             | | | |                                                                              |
|                             |                                             | | | |                                                                              |
| 2021                        | Mariposa de Barrio                          | — | Latin31 (2 Wo.)Latin | — | Soundtrack zur Gleichnamigen Filmbiografie                                   |
| 2023                        | Misión Cumplida Sony Music Latin            | — | Latin— GoldLatin | — | Erstveröffentlichung: 30. Juni 2023 Sammlung bisher unveröffentlichter Titel |

grau schraffiert: keine Chartdaten aus diesem Jahr verfügbar

### Livealben
| Jahr                        | Titel Musiklabel                                                            | Höchstplatzierung, Gesamtwochen, AuszeichnungChartplatzierungen (Jahr, Titel, Musiklabel, Platzierungen, Wochen, Auszeichnungen, Anmerkungen) | Höchstplatzierung, Gesamtwochen, AuszeichnungChartplatzierungen (Jahr, Titel, Musiklabel, Platzierungen, Wochen, Auszeichnungen, Anmerkungen) | Höchstplatzierung, Gesamtwochen, AuszeichnungChartplatzierungen (Jahr, Titel, Musiklabel, Platzierungen, Wochen, Auszeichnungen, Anmerkungen) | Anmerkungen                              |
| Jahr                        | Titel Musiklabel                                                            | US | Latin | MX | Anmerkungen                              |
| --------------------------- | --------------------------------------------------------------------------- | --- | --- | --- | ---------------------------------------- |
| 2006                        | En Vivo Desde Hollywood Fonovisa                                            | — | Latin39 (12 Wo.)Latin | — | Erstveröffentlichung: 4. April 2006      |
| 2006                        | Besos y Copas Desde Hollywood Fonovisa                                      | — | Latin19 (17 Wo.)Latin | — | Erstveröffentlichung: 12. September 2006 |
| 2007                        | La Diva en Vivo                                                             | — | Latin33 (7 Wo.)Latin | — | Erstveröffentlichung: 6. November 2007   |
| 2010                        | La Gran Senora: En Vivo                                                     | — | Latin8 (28 Wo.)Latin | MX— PlatinMX | Erstveröffentlichung: 22. November 2010  |
| Posthume Veröffentlichungen |                                                                             | | | |                                          |
|                             |                                                                             | | | |                                          |
| 2013                        | 1969 – Siempre: En Vivo Desde Monterrey: Parte 1                            | US25 (6 Wo.)US | Latin1 Platin · (36 Wo.)Latin | MX2 Platin · (36 Wo.)MX | Erstveröffentlichung: 3. Dezember 2013   |
| 2014                        | 1969 – Siempre: En Vivo Desde Monterrey: Parte 2                            | US27 (4 Wo.)US | Latin1 (24 Wo.)Latin | — | Erstveröffentlichung: 1. Juli 2014       |
| 2014                        | 1 Vida - 3 Historias: Metamorfosis – Despedida de Culican – Jenni Vive 2013 | — | Latin1 (13 Wo.)Latin | — | Erstveröffentlichung: 2. Dezember 2014   |
| 2016                        | Paloma Negra Desde Monterrey                                                | US178 (1 Wo.)US | Latin1 (19 Wo.)Latin | — | Erstveröffentlichung: 28. Oktober 2016   |

### Kompilationen
| Jahr                        | Titel Musiklabel          | Höchstplatzierung, Gesamtwochen, AuszeichnungChartplatzierungen (Jahr, Titel, Musiklabel, Platzierungen, Wochen, Auszeichnungen, Anmerkungen) | Höchstplatzierung, Gesamtwochen, AuszeichnungChartplatzierungen (Jahr, Titel, Musiklabel, Platzierungen, Wochen, Auszeichnungen, Anmerkungen) | Höchstplatzierung, Gesamtwochen, AuszeichnungChartplatzierungen (Jahr, Titel, Musiklabel, Platzierungen, Wochen, Auszeichnungen, Anmerkungen) | Anmerkungen                                                     |
| Jahr                        | Titel Musiklabel          | US | Latin | MX | Anmerkungen                                                     |
| --------------------------- | ------------------------- | --- | --- | --- | --------------------------------------------------------------- |
| 2004                        | Simplemente...La Mejor!   | US198 (1 Wo.)US | Latin29 (5 Wo.)Latin | — | Erstveröffentlichung: 28. September 2004 Charteinstieg US: 2013 |
| Posthume Veröffentlichungen |                           | | | |                                                                 |
|                             |                           | | | |                                                                 |
| 2012                        | La Misma Gran Señora      | US38 (15 Wo.)US | Latin1 ×2Doppelplatin · (73 Wo.)Latin | MX1 ×5Fünffachgold · (40 Wo.)MX | Erstveröffentlichung: 11. Dezember 2012                         |
| 2012                        | La más completa colección | — | — | MX7 Platin · (29 Wo.)MX | Erstveröffentlichung: 18. Dezember 2012                         |

grau schraffiert: keine Chartdaten aus diesem Jahr verfügbar
Weitere Kompilationen
- 2007: La Diva Con Banda Sinaloense (Vene Music, Karaoke-Album)
- 2008: Exitos Con Banda Mariachi Norteno (Cintas Acuario)
- 2008: No Vuelvo Ni de Chiste (Cintas Acuario)
- 2008: Reyna Reyna (Cintas Acuario)
- 2011: Joyas Prestadas (Banda y Pop) (MX: ×3Dreifachgold )

### Singles
| Jahr | Titel Album                                                             | Höchstplatzierung, Gesamtwochen, AuszeichnungChartsChartplatzierungen (Jahr, Titel, Album, Platzierungen, Wochen, Auszeichnungen, Anmerkungen) | Anmerkungen                        |
| Jahr | Titel Album                                                             | Latin | Anmerkungen                        |
| ---- | ----------------------------------------------------------------------- | --- | ---------------------------------- |
| 2006 | Que Me Vas A Dar Parrandera Rebelde y Atrevida                          | Latin31 (12 Wo.)Latin |                                    |
| 2006 | De Contrabando Parrandera Rebelde y Atrevida                            | Latin14 (20 Wo.)Latin |                                    |
| 2006 | No Vas A Creer Parrandera Rebelde y Atrevida                            | Latin49 (2 Wo.)Latin |                                    |
| 2006 | Besos y Copas Besos y Copas Desde Hollywood                             | Latin46 (1 Wo.)Latin |                                    |
| 2007 | Mirame Mi Vida Loca                                                     | Latin19 (20 Wo.)Latin |                                    |
| 2008 | Ahora Que Estuviste Lejos Mi Vida Loca                                  | Latin9 (18 Wo.)Latin |                                    |
| 2008 | Inolvidable Mi Vida Loca                                                | Latin13 (20 Wo.)Latin |                                    |
| 2008 | Culpable O Inocente Jenni                                               | Latin15 (21 Wo.)Latin |                                    |
| 2009 | Chuper Amigos Jenni                                                     | Latin37 (7 Wo.)Latin |                                    |
| 2009 | Tu Camisa Puesta Jenni                                                  | Latin24 (13 Wo.)Latin |                                    |
| 2009 | Ovarios Jenni                                                           | Latin22 (10 Wo.)Latin |                                    |
| 2010 | Ya Lo Se La Gran Señora                                                 | Latin16 (20 Wo.)Latin |                                    |
| 2010 | Por Que No Le Calas                                                     | Latin46 (3 Wo.)Latin |                                    |
| 2011 | La Gran Señora                                                          | Latin44 (7 Wo.)Latin |                                    |
| 2011 | Basta Ya Joyas Prestadas: Pop                                           | Latin14 (21 Wo.)Latin | feat. Marco Antonio Solís          |
| 2012 | A Cambio de Que Joyas Prestadas: Pop                                    | Latin49 (1 Wo.)Latin |                                    |
| 2012 | Detras de Mi Ventana Joyas Prestadas: Pop                               | Latin12 (20 Wo.)Latin |                                    |
| 2012 | Como Tu Mujer Joyas Prestadas: Pop                                      | Latin28 (3 Wo.)Latin | feat. Marco Antonio Solis          |
| 2012 | Asi Fue Joyas Prestadas: Pop                                            | Latin33 (2 Wo.)Latin |                                    |
| 2012 | A Que No Le Cuentas – Banda Joyas Prestadas: Pop                        | Latin37 (2 Wo.)Latin |                                    |
| 2013 | La Misma Gran Señora                                                    | Latin9 (17 Wo.)Latin |                                    |
| 2013 | Dos Botellas de Mezcal 1969 - Siempre En Vivo Desde Monterrey (Parte 1) | Latin27 (11 Wo.)Latin |                                    |
| 2014 | Resulta 1969 - Siempre En Vivo Desde Monterrey (Parte 2)                | Latin14 (15 Wo.)Latin |                                    |
| 2019 | Aparentemente Bien Misión Cumplida                                      | Latin32 Platin · (3 Wo.)Latin | Erstveröffentlichung: 2. Juli 2019 |

Weitere Singles
- 2020: Engañémoslo (mit Mariachi Los Reyes, US: Gold (Latin))
- 2023: Misión Cumplida

### Gastbeiträge
| Jahr | Titel Album      | Höchstplatzierung, Gesamtwochen, AuszeichnungChartsChartplatzierungen (Jahr, Titel, Album, Platzierungen, Wochen, Auszeichnungen, Anmerkungen) | Anmerkungen                   |
| Jahr | Titel Album      | Latin | Anmerkungen                   |
| ---- | ---------------- | --- | ----------------------------- |
| 2008 | Cosas Del Amor – | Latin48 (3 Wo.)Latin | Olga Tañón feat. Jenni Rivera |

## Auszeichnungen für Musikverkäufe
Anmerkung: Auszeichnungen in Ländern aus den Charttabellen bzw. Chartboxen sind in ebendiesen zu finden.
| Land/RegionAuszeichnungen für Musikverkäufe (Land/Region, Auszeichnungen, Verkäufe, Quellen) | Gold     | Platin       | Verkäufe  | Quellen         |
| -------------------------------------------------------------------------------------------- | -------- | ------------ | --------- | --------------- |
| Mexiko (AMPROFON)                                                                            | 6× Gold6 | 15× Platin15 | 1.100.000 | amprofon.com.mx |
| Vereinigte Staaten (RIAA)                                                                    | Gold1    | 12× Platin12 | 750.000   | riaa.com        |
| Insgesamt                                                                                    | 7× Gold7 | 27× Platin27 |           |                 |